# Hildr

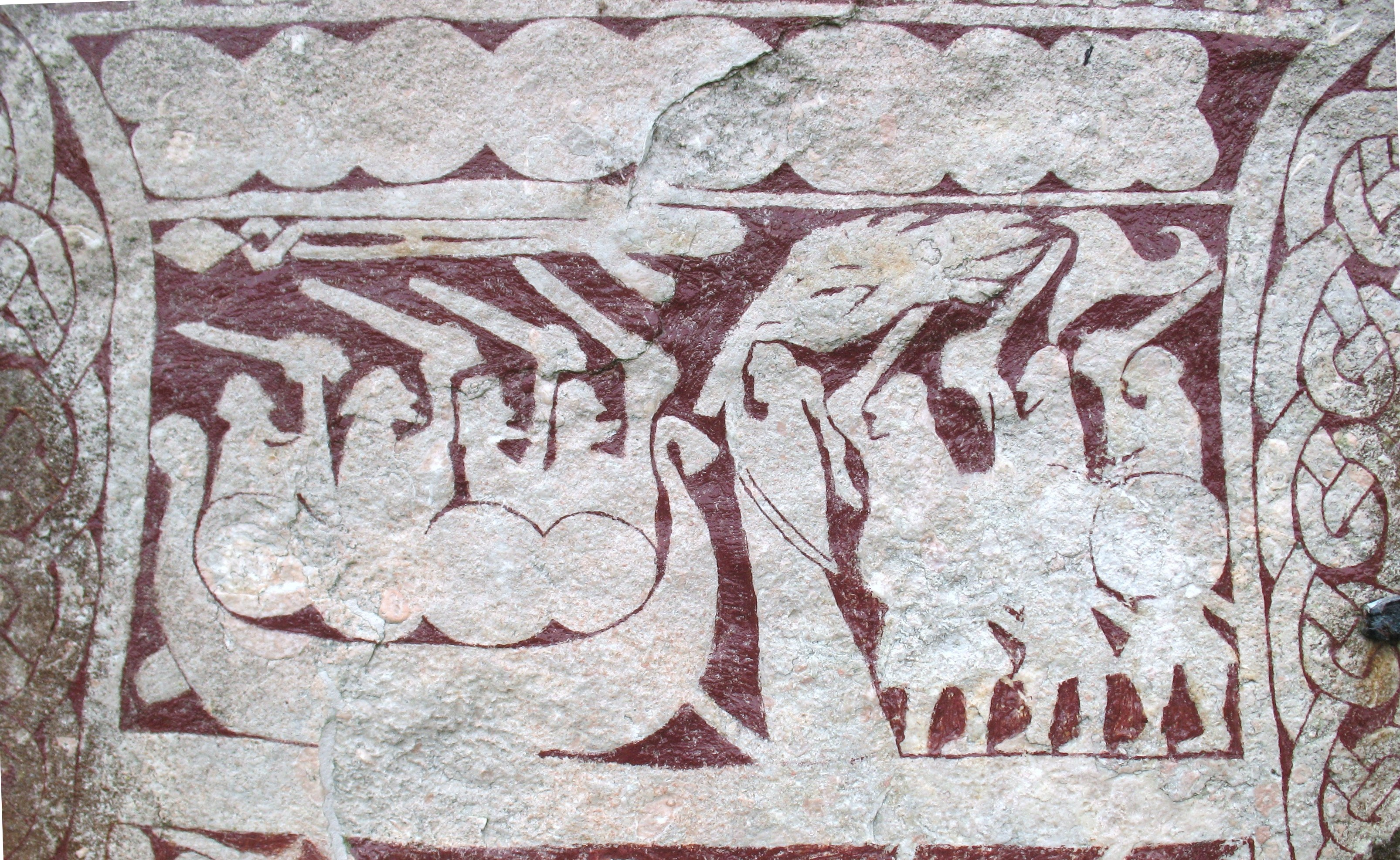
Hildr, détail de la pierre historiée Stora Hammar.

Dans la mythologie nordique, Hildr (vieux norrois pour « bataille »)  est une valkyrie. Elle est décrite dans la Snorra Edda comme la fille de Högni et la femme de Hedin dans le Hjadningavíg. Elle a le pouvoir de ramener à la vie les morts sur le champ de bataille, pouvoir qu'elle utilise pour maintenir l’éternelle bataille entre Hedin et Högni.
Hildr est aussi mentionnée avec d’autres valkyries dans la Völuspá, le Darraðarljóð et d’autres poèmes en vieux norrois. 

## Source
- (en) Cet article est partiellement ou en totalité issu de l’article de Wikipédia en anglais intitulé « Hildr » (voir la liste des auteurs).